# Kong Christian stod ved højen Mast
"Kong Christian stod ved højen Mast", også kaldet "Kong Christian" er den ene af Danmarks to nationalsange. Den anden er Der er et yndigt land. Da Kong Christian derudover er kongesang, benyttes den ved officielle lejligheder i Danmark såsom kongebesøg, flådebesøg, militære sportsstævner og højtideligheder i al almindelighed, hvor medlemmer af det danske kongehus eller den danske eller fremmede regeringer er til stede i embedsmedfør mv., enten alene eller efterfulgt af Der er et yndigt Land.
Johannes Ewald skrev i 1778 teksten til det nationalpatriotiske syngespil Fiskerne under titlen "Romance". Baggrunden er et skibsforlis ved Hornbæk i 1770'erne. Skipperen blev reddet af lokale fiskere, som afslog belønning på trods af deres fattigdom. Denne redningsdåd inspirerede Ewald til syngespillet om fiskerne  hvor man også finder den mere krigeriske lovprisning af Kong Christian 4. og de dansk-norske søhelte Niels Juel og  Tordenskjold, der havde baggrund i Søslaget på Kolberger Heide i 1644. 

Musikken er skrevet af Johann Hartmann. Han og Ewald har sandsynligvis fundet forlægget til sangen i en samling violinnoder af brødrene Bast, der for øvrigt stod i venskabeligt forhold til Ewald. Violinbogen er skrevet mellem 1762 og 1777. Landsdommer Ditlev Ludvig Rogert er også nævnt som komponisten. 
Musikken fandt sin endelige form i Kuhlaus musik til Elverhøi fra 1828. I dette festspil med tekst af Johan Ludvig Heiberg skrevet til den senere Frederik den 7's bryllup i 1828 slutter den bekendte ouverture med denne melodi, og stykkets afslutning er et kor, "Beskærm vor konge, store Gud" på samme melodi.
Digtet er oversat til engelsk af Henry Wadsworth Longfellow og det udkom i hans digtsamling "Voices of the Night" fra 1839. Første linje lyder "King Christian stood by the lofty mast".

## Ekstern henvisning
1. 1 2 3  Udenrigsministeriet (6. august 2001). "Instruks for Udenrigstjenesten". Retsinformation. Hentet 30. juni 2013.
2. ↑  Et sanghistorisk problem Arkiveret 17. august 2016 hos  Wayback Machine, Niels Martin Jensen på tidskrift.dk
3. ↑  Hornbækstrandingen og Johannes Ewald af Louis E. Grandjean]  på maritime-museum.dk Handels- og Søfartsmuseets website
4. ↑  Europas ansigter Nationale stater og politiske kulturer i en ny, gammel verden Arkiveret 17. august 2016 hos  Wayback Machine  p. 28 af Uffe Østergård

- Ewalds originalversion i Kalliope